# Mance (Meurthe-et-Moselle)
Pour l’article homonyme, voir Mance (rivière).
Mance est depuis le 1er janvier 2017 une commune déléguée de Val de Briey et une ancienne commune française située dans le département de Meurthe-et-Moselle, en région Grand Est.

## Géographie
Le Woigot prend sa source (en fait une conjonction de sources) près de Landres et Mont-Bonvillers. Après avoir traversé Mance, le Woigot va alimenter le plan d'eau de Briey et se jeter ensuite dans l'Orne à Auboué après un parcours de 21 km. Son principal affluent est le Ruisseau de la Vallée.

## Histoire
Ses origines remontent à plus de deux mille ans, quand des Gaulois Belges Médiomatriques se sont installés sur la rive gauche de l'Alis-Mancia (en celte : la rivière boueuse). Aujourd'hui, cette rivière s'appelle le Woigot.
En 1817, Mance de l'ancienne province du Barrois sur le Woigot avait pour annexes les hameaux de la Malmaison et de Magdelaine. À cette époque il y avait 353 habitants répartis dans 83 maisons.
Ses habitants sont appelés les Mançois.
Mance fut rattaché au département de Meurthe-et-Moselle en 1871. Avant cette date, le village faisait partie de la Moselle.

## Politique et administration
| Période                                  | Période                     | Identité             | Étiquette | Qualité |
| ---------------------------------------- | --------------------------- | -------------------- | --------- | ------- |
| Les données manquantes sont à compléter. |                             |                      |           |         |
| mars 2001                                | En cours (au 16 avril 2014) | Jean-François Benaud |           |         |

## Population et société

### Démographie
L'évolution du nombre d'habitants est connue à travers les recensements de la population effectués dans la commune depuis 1793. À partir du 1er janvier 2009, les populations légales des communes sont publiées annuellement dans le cadre d'un recensement qui repose désormais sur une collecte d'information annuelle, concernant successivement tous les territoires communaux au cours d'une période de cinq ans. 
Pour les communes de moins de 10 000 habitants, une enquête de recensement portant sur toute la population est réalisée tous les cinq ans, les populations légales des années intermédiaires étant quant à elles estimées par interpolation ou extrapolation. Pour la commune, le premier recensement exhaustif entrant dans le cadre du nouveau dispositif a été réalisé en 2007,.
En 2014, la commune comptait 581 habitants, en évolution de −5,99 % par rapport à 2009 (Meurthe-et-Moselle : +0,16 %, France hors Mayotte : +2,49 %).
| 1793 | 1800 | 1806 | 1821 | 1836 | 1841 | 1861 | 1866 | 1872 |
| ---- | ---- | ---- | ---- | ---- | ---- | ---- | ---- | ---- |
| 326  | 285  | 325  | 329  | 408  | 404  | 350  | 345  | 319  |

| 1876 | 1881 | 1886 | 1891 | 1896 | 1901 | 1906 | 1911 | 1921 |
| ---- | ---- | ---- | ---- | ---- | ---- | ---- | ---- | ---- |
| 321  | 304  | 297  | 304  | 291  | 276  | 314  | 325  | 326  |

| 1926 | 1931 | 1936 | 1946 | 1954 | 1962 | 1968 | 1975 | 1982 |
| ---- | ---- | ---- | ---- | ---- | ---- | ---- | ---- | ---- |
| 331  | 333  | 289  | 280  | 521  | 417  | 431  | 401  | 625  |

| 1990 | 1999 | 2007 | 2011 | 2014 | - | - | - | - |
| ---- | ---- | ---- | ---- | ---- | - | - | - | - |
| 624  | 583  | 618  | 599  | 581  | - | - | - | - |

## Culture locale et patrimoine

### Lieux et monuments
- Maison de manouvrier située 6 rue Paul Barbé, construite fin XVIIIe siècle.
- Église paroissiale Saint-Martin construite en 1842, en remplacement de l'ancienne église édifiée en 1663 et démolie en 1842.
- Calvaire situé rue Paul Barbé dans le mur du 14 élevé en 1783 par Jean François Peisant de Murville, porte la date.
- Calvaire situé rue du Pont,construction : première moitié XIXe siècle, représentant : Christ en croix ; saint Jean ; Vierge ; voile ; tête d'ange.
- Calvaire, lieu-dit : la Malmaison érigé pour Mangin Niclo et Jenon sa femme en 1585 (porte la date). Croisillon volé en 1963.
- Presbytère situé au 4 place de l'Église construit au XVIIIe siècle ; porte piétonne XVIIe siècle remployée.
- Ancienne gare transformée en habitation le long d'une voie verte aménagée sur l'ancien chemin de fer.

### Personnalités liées à la commune
- Jean-Éric Bousch (1921-1996), homme politique né à Mance.
- Richard Pouille (1921-1996), né à Mance, Maire de Vandœuvre-lès-Nancy, Conseiller régional de Lorraine et Sénateur de Meurthe-et-Moselle.

### Héraldique
| Blason de Mance | Blason  | Parti : au premier d'or aux trois pals alésés et fichés de gueules, au second d'azur à la bande ondée d'argent; |
| Blason de Mance | Détails | Il s'agit des armes de la famille de Briey, d'ancienne chevalerie, qui possédait Mance. Ces armes sont accompagnées à senestre par une bande ondée, qui figure le rupt de Mance appelé aussi Woigot. Le statut officiel du blason reste à déterminer. |